# Core Design
Core Design bylo britské, vývojářské studio, které se nejvíce proslavilo vytvořením populární série Tomb Raider.

## Historie
Se sídlem v anglickém městě Derby, bylo studio založeno v roce 1988 vesměs bývalými zaměstnanci Gremlin Graphics.
Studio bylo součástí distribuční společnosti CentreGold, kterou v roce 1996 odkoupila společnost Eidos Interactive. Eidos později prodal většinu CentreGold, ale ponechal si U.S. Gold - vlastníci Core Design. Core Design mělo v té době za sebou pouze par titulů pro konzoli Sega, mezi které patří Trunderhawk pro konzoli Sega Mega-CD a později Tomb Raider pro konzoli Sega Saturn.

## Tomb Raider
Společnost je široko daleko známa díky sérii Tomb Raider, vytvořenou Tobym Gardem a Paulem Howardem Douglasem a vydanou v roce 1996 s následnými pokračováními. Úspěch této hry a její pozdější pokračování hrály velkou roli při udržení Eidos Interactive v černých číslech.
První díl Tomb Raider si svoji premiéru odbyl na konzoli Sega Saturn. Hra se dostala též i na konzoli PlayStation (obě konzolové verze hry byly vyvíjeny současně), ve které Sony poznalo velký potenciál do budoucna. Sony proto nabídlo Core Design a Eidos Interactive exkluzivní smlouvu, díky níž nesmělo první pokračování Tomb Raideru být vyvíjeno na konzole Sega Saturn nebo Nintendo 64. Veškeré podmínky této smlouvu nebyly dosud odtajněny. Vydáním druhého dílu pouze na konzoli PlayStation začala Sony profitovat prosazováním Tomb Raideru jako hry, o kterou nesmí žádný majitel konzole PlayStation přijít. Dále Sony v rámci marketingu využilo postavy Lary Croft a přidalo jí mezi své vlastnění postavy. Výhodou Core Design byl vývoj pouze na jednu konzoli než na několik současně. Uzavřená exkluzivita byla po druhém díle prodloužena i pro třetí díl série. Čtvrtý (Tomb Raider: The Last Revelation) a pátý díl (Tomb Raider: Chronicles) série byly postupně vydány i na konzoli Sega Dreamcast.

## Pozdější roky
V roce 2003 vyšel šestý díl s názvem Tomb Raider: The Angel of Darkness, ale kvůli smíšeným reakcím ze stran recenzentů nebyla hra velkým komerčním úspěchem. Ve stejném roce se mateřská společnost Eidos Interactive rozhodla přenést vývoj série Tomb Raider z Core Design do vývojářského studia Crystal Dynamics. Tento krok způsobil odchod tří klíčových členů Core Design a mnoha dalších ze společnosti, kteří si založili vlastní herní studio, Circle Studio. Klíčový člen společnosti a výkonný producent většiny jejich her, Jeremy Heath-Smith, opustil Core Design 15. července 2003.
Dne 11. května 2006 byl oznámen prodej majetku a zbylých zaměstnanců Core Design nezávislé, vývojářské skupině Rebellion. Eidos Interactive přesto vlastní značku a duševní vlastnictví, jenž zahrnuje Tomb Raider. V červnu 2006 byly zveřejněny screenshoty zobrazující vývoj pro konzoli PSP v tzv. anniversary edici původního Tomb Raideru, na kterém pracovalo studio Core Design. O pár dní později, kdy SCi převzalo Eidos Interactive byl vydána tisková zpráva oznamující změnu studia, jenž má nadále pracovat se značkou Tomb Raider. Původní, vývojářské studio Core Design bylo nahrazeno Crystal Dynamics. Zbylý tým v Core Design (pod hlavičkou Rebellionu) dále pracoval na spoustě titulech, mezi které patří například Shellshock 2: Blood Trails nebo Rogue Warrior. V roce 2010 bylo derbské studio uzavřeno vlastníkem Rebellion z důvodu končícího pronájmu a neschopnosti společnosti nalézt nového vlastníka.

## Vyvíjené a vydané hry
| Rok  | Hra                                             | Platformy                                                                              |
| ---- | ----------------------------------------------- | -------------------------------------------------------------------------------------- |
| 1988 | Action Fighter                                  | Amiga, Amstrad CPC, Atari ST, Commodore 64, Microsoft Windows, ZX Spectrum             |
| 1989 | Dynamite Düx                                    | Amiga, Atari ST, ZX Spectrum                                                           |
| 1989 | Rick Dangerous                                  | Amiga, Atari ST, Microsoft Windows, ZX Spectrum                                        |
| 1989 | Saint and Greavsie                              | Amiga                                                                                  |
| 1989 | Switchblade                                     | Amiga, Atari ST                                                                        |
| 1990 | Torvak the Warrior                              | Amiga, Atari ST                                                                        |
| 1990 | Corporation                                     | Amiga, Atari ST, Microsoft Windows                                                     |
| 1990 | Monty Python's Flying Circus: The Computer Game | Amiga, Atari ST, Microsoft Windows                                                     |
| 1990 | Axel's Magic Hammer                             | Atari ST                                                                               |
| 1990 | Impossamole                                     | Amstrad CPC, Atari ST, Commodore 64, ZX Spectrum                                       |
| 1990 | Rick Dangerous 2                                | Amiga, Atari ST, ZX Spectrum                                                           |
| 1990 | CarVup                                          | Amiga                                                                                  |
| 1991 | War Zone                                        | Amiga                                                                                  |
| 1991 | Chuck Rock                                      | Amiga, Amiga CD32, Atari ST, Commodore 64, Sega CD, Sega Game Gear, Sega Genesis, SNES |
| 1991 | Heimdall                                        | Amiga, Atari ST, Microsoft Windows, Sega CD                                            |
| 1991 | Frenetic                                        | Amiga, Atari ST                                                                        |
| 1992 | Doodlebug                                       | Amiga, Atari ST                                                                        |
| 1992 | Chuck Rock II: Son of Chuck                     | Amiga, Amiga CD32, Sega CD, Sega Game Gear, Sega Genesis, Sega Master System           |
| 1992 | Curse of Enchantia                              | Amiga, Microsoft Windows                                                               |
| 1992 | Hook                                            | Sega CD, Sega Genesis                                                                  |
| 1992 | Premiere                                        | Amiga, Amiga CD32                                                                      |
| 1992 | The Adventurers                                 | Amiga                                                                                  |
| 1992 | Thunderhawk                                     | Amiga, Microsoft Windows, Sega CD                                                      |
| 1992 | Wolfchild                                       | Atari ST, Sega CD, Sega Game Gear, Sega Genesis, SNES                                  |
| 1992 | Jaguar XJ220                                    | Amiga, Sega CD                                                                         |
| 1992 | Wonder Dog                                      | Amiga, Sega CD                                                                         |
| 1993 | Asterix and the Great Rescue                    | Sega Game Gear, Sega Genesis, Sega Master System                                       |
| 1993 | Encore                                          | Microsoft Windows                                                                      |
| 1993 | Blastar                                         | Amiga                                                                                  |
| 1993 | Blob                                            | Amiga                                                                                  |
| 1993 | Cyberpunks                                      | Amiga                                                                                  |
| 1993 | Darkmere                                        | Amiga                                                                                  |
| 1994 | Corkers                                         | Amiga                                                                                  |
| 1994 | BC Racers                                       | 3DO, Sega 32X, Sega CD                                                                 |
| 1994 | Heimdall 2                                      | Amiga, Amiga CD32, Microsoft Windows                                                   |
| 1994 | Banshee                                         | Amiga, Amiga CD32                                                                      |
| 1994 | Dragonstone                                     | Amiga, Amiga CD32                                                                      |
| 1994 | Universe                                        | Amiga, Amiga CD32                                                                      |
| 1994 | Battlecorps                                     | Sega CD                                                                                |
| 1994 | Soulstar                                        | Sega CD                                                                                |
| 1994 | Bubba 'n' Stix                                  | Amiga, Amiga CD32, Sega Genesis                                                        |
| 1995 | Skeleton Krew                                   | Amiga, Amiga CD32, Sega Genesis                                                        |
| 1995 | Asterix and the Power of the Gods               | Sega Genesis                                                                           |
| 1995 | The Big Red Adventure                           | Microsoft Windows                                                                      |
| 1995 | Shellshock                                      | Microsoft Windows, PlayStation, Sega Saturn                                            |
| 1995 | Firestorm: Thunderhawk 2                        | Microsoft Windows, PlayStation, Sega Saturn                                            |
| 1996 | Tomb Raider                                     | Microsoft Windows, PlayStation, Sega Saturn                                            |
| 1996 | Blam: Machine Head                              | PlayStation                                                                            |
| 1996 | The Incredible Hulk: The Pantheon Saga          | Sega Saturn                                                                            |
| 1996 | Virtual Golf                                    | PlayStation, Sega Saturn                                                               |
| 1997 | Swagman                                         | PlayStation, Sega Saturn                                                               |
| 1997 | Fighting Force                                  | Microsoft Windows, PlayStation                                                         |
| 1997 | Tomb Raider II                                  | Microsoft Windows, PlayStation                                                         |
| 1998 | Ninja: Shadow of Darkness                       | PlayStation                                                                            |
| 1998 | Tomb Raider III                                 | Mac OS, Microsoft Windows, PlayStation                                                 |
| 1999 | Fighting Force 2                                | Dreamcast, PlayStation                                                                 |
| 1999 | Tomb Raider: The Last Revelation                | Dreamcast, Microsoft Windows, PlayStation                                              |
| 2000 | Tomb Raider Chronicles                          | Dreamcast, Microsoft Windows, PlayStation                                              |
| 2000 | Tomb Raider (GBC)                               | Game Boy Color                                                                         |
| 2001 | Tomb Raider: Curse of the Sword                 | Game Boy Color                                                                         |
| 2001 | Project Eden                                    | Microsoft Windows, PlayStation 2                                                       |
| 2001 | Thunderhawk: Operation Phoenix                  | PlayStation 2                                                                          |
| 2002 | Herdy Gerdy                                     | PlayStation 2                                                                          |
| 2003 | Tomb Raider: The Angel of Darkness              | Mac OS X, Microsoft Windows, PlayStation 2                                             |
| 2005 | Smart Bomb                                      | PlayStation Portable                                                                   |
| 2007 | Free Running                                    | PlayStation Portable                                                                   |